# Вејверли Хол (Џорџија)
Вејверли Хол (Џорџија) (енгл. Waverly Hall) град је у америчкој савезној држави Џорџија. По попису становништва из 2010. у њему је живело 735 становника.

## Демографија
Према попису становништва из 2010. у граду је живело 735 становника, што је 26 (3,7%) становника више него 2000. године.
| Група             | 2000.       | 2010.       |
| Белци             | 359 (50,6%) | 421 (57,3%) |
| Афроамериканци    | 337 (47,5%) | 280 (38,1%) |
| Азијати           | 4 (0,6%)    | 3 (0,4%)    |
| Хиспаноамериканци | 4 (0,6%)    | 20 (2,7%)   |
| Укупно            | 709         | 735         |